# Švédská loupež uměleckých děl v Praze
Pražská loupež umění označuje uloupení velkého množství hodnotných uměleckých předmětů švédskými vojenskými jednotkami během obléhání Prahy švédskými vojsky na konci třicetileté války. Uloupené předměty poté byly odvezeny do Švédska.

## Vojenská situace
Ačkoli jednání vestfálského míru se již v létě 1648 chýlila k závěru, na některých místech se stále ještě bojovalo, jednalo se však spíše o menší střety, neboť velké bitvy z počátečních fází třicetileté války již povětšinou odezněly. Porážka císařské armády v bitvě u Jankova 6. března 1645 oslabila obranu natolik, že švédská armáda vedená generálem Königsmarckem 26. července 1648 v coup de main obsadila Malou Stranu.

## Průběh

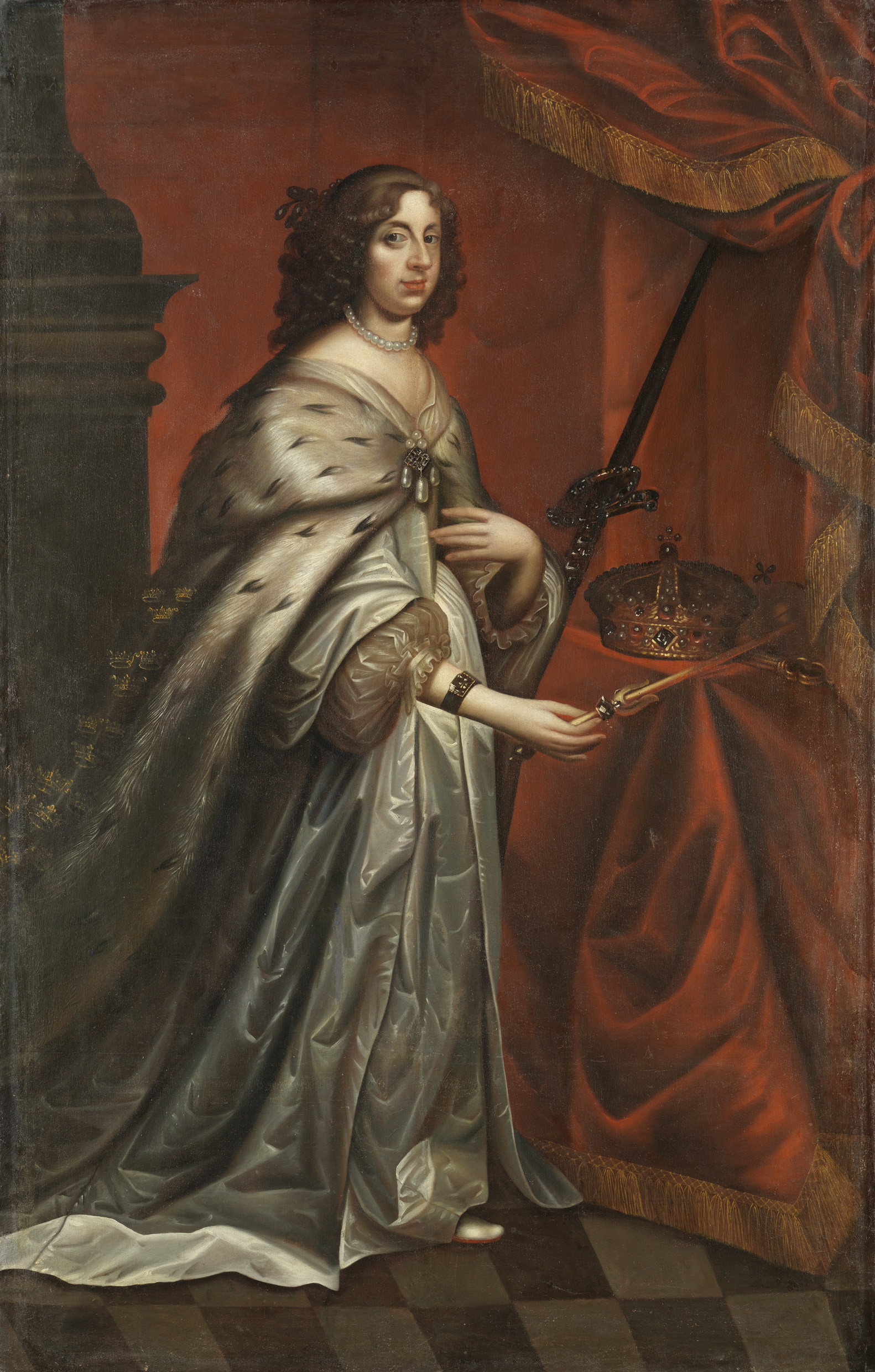
Švédská královna Kristina I.

Poté, co švédská královna Kristina 5. srpna obdržela zprávu o úspěšném dobytí pražské Malé Strany, napsala obratem svému bratranci, falckraběti Karlu X. Gustavovi, od října 1648 vrchnímu veliteli švédské armády, dopis s prosbou, aby pražskou císařskou sbírku umění „vyhradil“ pro švédskou korunu. Krátce nato Kristina dalším dopisem Karlu Gustavovi výslovně nařizuje, aby nejcennější kusy sbírky císaře Rudolfa II. „vzal do úschovy“. 
Požadované předměty měly být dopraveny po Vltavě a Labi do Meklenburska a následně po Baltském moři do Švédska. Königsmarck byl mezitím instruován, aby se osobně postaral o archiv, knihovny a umělecké cennosti, a to i stran logistiky. Na mírových jednáních v Münsteru podali císařští vyslanci sice důrazný avšak neúspěšný protest. Koncem listopadu 1648 umělecké předměty dorazily do pevnosti Dömitz, kde byly uloženy na zimu. 20. ledna 1649 bylo nařízeno, aby byla kořist převezena přes Baltské moře, jakmile to podmínky umožní. 14. dubna dorazil lup do Stockholmu a následně byly mnohé z obrazů distribuovány do královských paláců v okolí Stockholmu. Velká část z nich je v současnosti vystavena v Gripsholmském paláci. Po své abdikaci v roce 1654 si královna Kristina si s sebou velkou část uměleckých předmětů, zejména obrazů, vzala s sebou do exilu v Římě. Tuto část dřívější pražské sbírky její dědicové po její smrti prodali a skončila v orléánské sbírce francouzského regenta Filipa II.

## Kořist

Alegorický portrét Rudolf II. jako Vertumnus (1591) od Arcimbolda se stal součástí sbírky zámku Skokloster

Uloupeny a odvezeny byly při pražské loupeži nejen cennosti z Pražského hradu, nýbrž také z některých hradčanských a malostranských paláců. Tak řádění Švédů padla za oběť například významná rožmberská knihovna. Dokonce byly odmontovány a ukradeny bronzové plastiky rudolfinského dvorního umělce Adriaena de Vries ze zahrad Valdštejnského paláce.
Švédové měli zájem hlavně o uměleckou sbírku císaře Rudolfa II., která byla v celé tehdejší Evropě považována za ztělesnění panovnického uměleckého chápání. Ačkoli bylo bezprostředně po smrti Rudolfa II. a krátce před válkou nebo na jejím začátku několik předmětů z jeho kabinetu kuriozit převezeno do Vídně, dostalo se přesto Švédům do rukou více než 700 obrazů, včetně děl jako Arcimboldův obraz Rudolf II. jako Vertumnus a četných děl císařského komorního malíře Franse Leuxe. Mezi uloupenými cennými rukopisy vynikají Codex Argenteus a Codex Gigas, známý jako Ďáblova bible.
Celkově se po pražském rabováním do rukou Švédů dostalo na 500 obrazů, 70 bronzových soch, 370 vědeckých přístrojů, 400 indických kuriozit, stovky korálů, slonoviny, drahých kamenů, jantarů apod. Později byla uloupena také knihovna Rudolfa II. Mezi uměleckými předměty byla díla světových mistrů, jako např. Leonarda da Vinciho, Rafaela, Tiziana, Corregia, Tintoretta, Rubense, Paola Veroneseho, Caravaggia, Breughela, Cranacha, Dürera či Hieronyma Bosche. 
Den po skončení rabování byl podepsán vestfálský mír o ukončení třicetileté války.